# I Got to Find My Baby
Singles de Chuck Berry
Bye Bye Johnny
(1960) Jaguar and Thunderbird
(1960)
Gotta Find My Baby est composée par le chanteur de blues Peter Clayton qui l'a enregistrée pour Bluebird Records (B8901), le 11 novembre 1941 à Chicago, sous son nom de scène « Doctor Clayton ». En 1970, certains enregistrements de Clayton ont été réédités sur l'album Pearl Harbor Blues (RCA International LP1176) mais sans inclure cette chanson. Elle est maintenant disponible sur Doctor Clayton - His Complete Recorded Works (Document CD DOCD 5179). 
La chanson a été enregistrée dans les années 1960 sous le titre I Gotta Find My Baby par des artistes de rhythm and blues tels que Little Walter et Chuck Berry. Ce dernier est habituellement crédité d'en être l'auteur. Elle a également été reprise par les Beatles et entendue sur l'album Live at the BBC, sorti en 1994.

## Historique
Chuck Berry a repris la chanson en single en août 1960 aux États-Unis, avec Mad Lad en  face B, sans que celui-ci ne soit publié au Royaume-Uni. Ce 45 tours n'a pas atteint le palmarès en Amérique tandis qu'au Royaume-Uni, la chanson Mad Lad a été publiée en face B du single Bye Bye Johnny.

## Reprises
La chanson a été enregistrée, en 1962, par le chanteur et harmoniciste Little Walter pour Checker Records, filiale du label de Chuck Berry. Les Animals l'ont enregistré sur scène en 1963 et cette prestation est publiée en 1992 sur le disque posthume The Animals – Live at the Club A Gogo. Ils utilisent le titre original mais la crédite tout de même à Berry.

### The Beatles
Pistes inédites de Live at the BBC
I Forgot to Remember to Forget Ooh! My Soul
Les Beatles l'ont enregistrée à deux reprises dans les studios de la BBC sous le nom I Got to Find My Baby et toujours créditée à Berry. 
Le 1er juin 1963, au studio Paris (en) de Londres, le groupe l'a interprété pour la deuxième édition de leur émission Pop Go the Beatles (en), diffusée le 11 juin. Cet enregistrement a été inclus sur l'album Live à la BBC publié en 1994. Le 24 juin, ils ont réinterprété la chanson pour l'émission Saturday Club (en), cette fois au Playhouse Theatre, pour être diffusée cinq jours plus tard. Cet enregistrement a été publié en 2013 dans l'album compilation The Beatles Bootleg Recordings 1963, disponible en téléchargement.

## Personnel
- John Lennon – chant, harmonica diatonique, guitare rythmique
- Paul McCartney – basse
- George Harrison – guitare solo
- Ringo Starr –  batterie